# Jiří Juchelka
Jiří Juchelka (* 9. ledna 1937) byl český a československý politik Komunistické strany Československa, za normalizace poslanec Sněmovny národů Federálního shromáždění.

## Biografie
K roku 1986 se profesně uvádí jako ředitel podniku.
Ve volbách roku 1986 zasedl za KSČ do české části Sněmovny národů (volební obvod č. 72 - Opava, Severomoravský kraj). Netýkal se ho proces kooptací do Federálního shromáždění po sametové revoluci.